# Квітка Ілля Іванович
Кві́тка Ілля Іванович (*1745 — †після 1817) — український історик та письменник, дядько Григорія Квітки-Основ'яненка.

## Біографія
Служив у Харківському козацькому полку. З молодих років збирав документи та матеріали з історії України, листувався з цього приводу з Г. Тепловим, С. Кочубеєм, І. Тимковським.
У 1780-х рр., маючи чин прем'єр-майора, вийшов у відставку. Мешкав у родовому хуторі Основа (нині в межах м. Харків), жив відлюдкувато.
У 1812 опублікував у Харкові «Записку о слободских полках с начала их поселения и до 1766 г.», що поклала початок вітчизняим дослідженням Слобідської України. Друкувався у харківському журналі «Украинский вестник». Існує припущення, що він є автором «Короткого історичного опису про Малу Росію до 1765 р.», який був написаний більш ніж за 50 років до його опублікування в 1848 (як зазначено у виданні — закінчений 1789; оприлюднений в одній книзі з доповненням про запорозьких козаків без імені автора).
У своїх дослідженнях спирався на історико-географічні та етнографічні дані, намагався розрізняти Малоросію (Лівобережну Україну) та Україну (Правобережну Україну), фіксував регіональні відмінності української мови.
Проте його погляди на українську історію в цілому не відзначаються ґрунтовністю, а окремі статті на цю тематику містять велику кількість фактичних помилок. З числа українських гетьманів він позитивно оцінював діяльність лише Б.Хмельницького та І.Скоропадського, оскільки вважав їх відданими Москві.
На його думку, козацтво виникло на українських землях з числа жителів Волині та сусідніх з нею провінцій для боротьби з татарами, незадовго до приєднання цих територій до Польщі, тобто в 16 ст. Поляки ніколи не довіряли козакам і тому намагалися їх ослабити або знищити, однак оскільки вони не могли довести цю справу до кінця, то вимушені були використовувати їх у своїх інтересах.

## Родинні зв'язки
Рід Квіток шляхетський козацький рід який бере початок з Гадяцького полку Війська Запорозького, і осіли на Слобожанщині в XVII сторіччі. Рід дав полковників та старшин Харківському слобідському полку і Ізюмському слобідському полку, а також (після скасування полкового уряду) державних та шляхетських діячів Російської імперії. Також представники цієї родини були українськими просвітниками та літературними діячами.
Ілля Іванович народився в сім'ї полковника Ізюмського козацького полку Івана Григоровича Квітки і Параскеви Андріївни (померла в 1756 році), доньки Андрія Дмитровича Горленко, сестри єпископа Білгородського та Обоянського Йоасафа.
Окрім Іллі Івановича родина мала ще дітей: Миколу (архімандрит Наркис, рік смерті 1792), Олексія, Федора (1745—1807).
Дітьми рідного брата Іллі Івановича, Федора Івановича були державний діяч імперії Андрій Федорович та відомий письменник Григорій Федорович (який ввійшов в історію під творчим псевдонімом «Квітка-Основ'яненко»).

## Творчий доробок
- Квитка И. И. Записка о слободских полках с начала их поселения и до 1766 г. — Харьков, 1812 (перевидана 1882 року)